# Проспект Победы (Мариуполь)
Проспе́кт Побе́ды (укр. Проспект Перемоги) — центральная автомагистраль Левобережного района Мариуполя, направлена в западно-восточном направлении, начинается от заводоуправления «Азовстали», проходит через центральную часть района и заканчивается парком Победы в районе Ленинградского микрорайона. Протяжённость — 4,2 км
Время основания проспекта приходится на 1930-е годы, когда в связи с возведением комбината «Азовсталь» началось строительство посёлка «Азовсталь» (сейчас западная часть Левобережного района).

## Достопримечательности
- Заводоуправление «Азовсталь»
- Левобережная районная администрация
- Гостиница «Азовсталь» (не работает)
- Торговый Центр «Сільпо»
- Гостиница «Приазовье» (не работает)
- Пл. Победы
- Детский ПКиО «Веселка»
- Парк Победы

## Пересечения с улицами
- ул. Лепорского
- ул. Короленко
- ул. Якова Гугеля (бывшая ул. Серго)
- ул. Ломизова
- ул. Миклухо-Маклая
- ул. Волгодонская
- пер. Лечебный
- бульв. Меотиды (бывший 50-летия Октября)
- ул. Владимирская
- ул. Волгоградская
- ул. Украинского Козачества (бывшая Орджоникидзе)
- ул. Космодемьянской
- ул. Вавилова
- ул. Панфилова
- ул. Межевая
- ул. Олимпийская
- просп. Свободы (бывший Ленинградский)
- ул. 130-й Таганрогской Дивизии

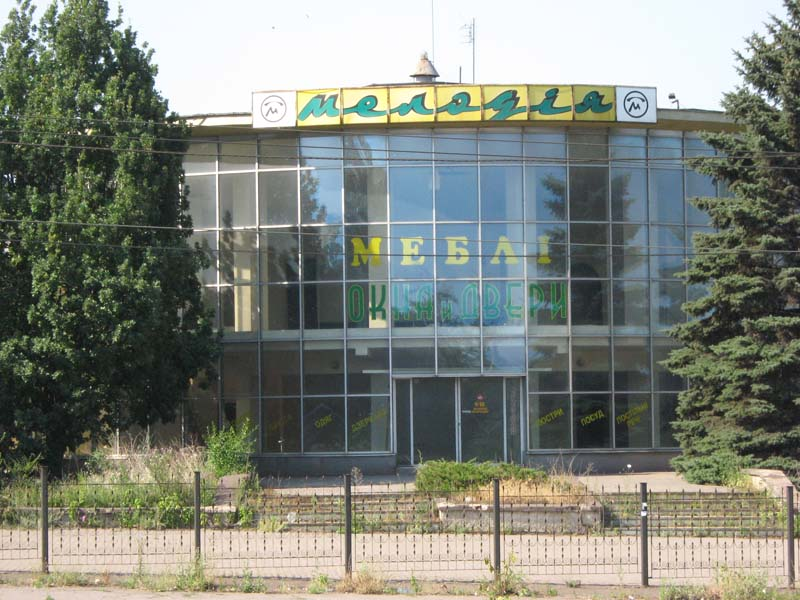
Магазин «Мелодия»
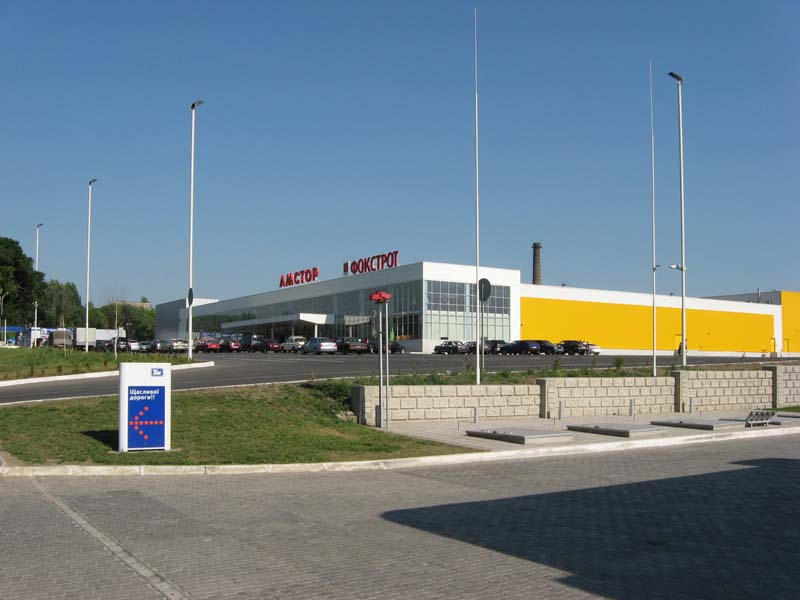
Гипермаркет «Амстор»
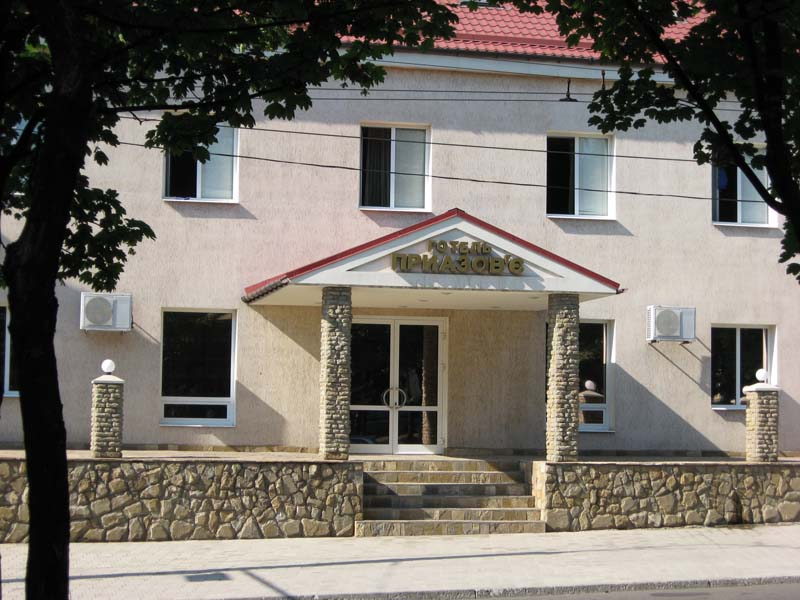
Гостиница «Приазовье»
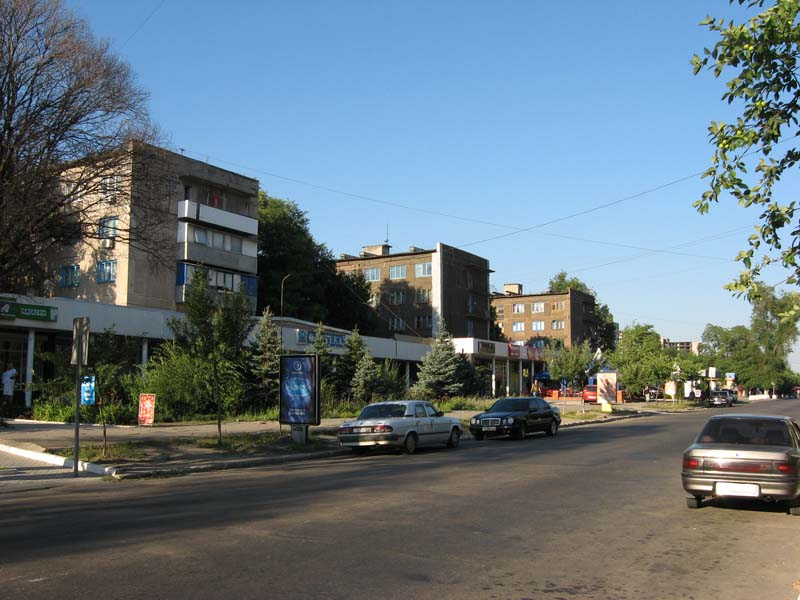
Проспект Победы в районе Азовского массива